# Claudio Caiolo
Claudio Caiolo (*  2. Februar 1966 in Sant’Agata di Militello) ist ein italienischer Schauspieler und Autor.

## Werdegang
Claudio Caiolo absolvierte von 1990 bis 1993 seine Schauspielausbildung an der Scuola Teatro a l’Avogaria in Venedig; seine Schwerpunkte lagen auf Commedia dell’arte und Improvisation. Er finanzierte seine Ausbildung, indem er als Konditor arbeitete. Zwischen 1993 und 1996 war er als Schauspieler in Rom tätig.
1996 zog Caiolo nach Stuttgart und war Mitbegründer der freien Theatergruppe LaoTick. In den folgenden Jahren schrieb und inszenierte er Theaterstücke für Kinder und Erwachsene, in denen er auch selbst mitspielte. Anschließend lebte er in Ludwigsburg und wirkte an der dortigen Filmakademie in vielen Filmen mit. 2001 konzipierte er zusammen mit Stefan Jäger das Kino-Improvisationsprojekt Birthday. Das Projekt gewann 2001 beim Filmfestival Max Ophüls Preis den Publikums- und Drehbuchpreis. Derzeit (2022) lebt Claudio Caiolo in Berlin.
Seit den 2000er Jahren wirkt Caiolo in zahlreichen deutschen Fernsehproduktionen mit, darunter in populären Serien wie Alarm für Cobra 11 – Die Autobahnpolizei, Großstadtrevier, Wilsberg, Tatort, Dengler und Kommissar Marthaler. Seit 2020 publiziert er darüber hinaus mit Wolfgang Schorlau Kriminalromane, in denen die Hauptfigur Commissario Morello in Venedig ermittelt. Nach dem Erscheinen des ersten Bandes Der freie Hund kam es zu einer gerichtlichen Auseinandersetzung mit der Journalistin und Autorin Petra Reski, die monierte, dass ihr eigenes Werk „geplündert“ worden sei. Sie setzte die Streichung einer Danksagung an ihre Person im Nachwort sowie die Umbenennung einer Figur im Buch durch.

## Filmografie (Auswahl)
- 2001: Kleiner Mann sucht großes Herz, Fernsehfilm
- 2001: Die achte Todsünde: Gespensterjagd, Fernsehfilm
- 2001: Der Clown Folge: Die Elster (Als Spinosi)
- 2002: Tatort: Wolf im Schafspelz, Fernsehfilm
- 2004: Liebe ist die beste Medizin, Fernsehfilm
- 2012–2017: Kommissar Marthaler, Kriminalfilmreihe; siehe Kommissar Marthaler#Besetzung
- 2013: Wilsberg: Treuetest,  Fernsehreihe
- 2014: Trennung auf Italienisch
- 2019: Dengler: Brennende Kälte
- 2020: Louis van Beethoven
- 2022: Tatort: Ein Freund, ein guter Freund, Fernsehfilm
- 2023: Thabo – Das Nashorn-Abenteuer
- 2025: Die Beste zum Schluss, Fernsehfilm
- 2025: Praxis mit Meerblick: Verlobung mit Hindernissen, Fernsehreihe

## Publikationen
- Mit Wolfgang Schorlau: Der freie Hund. Kommissar Morello ermittelt in Venedig. Kiepenheuer & Witsch, 2020, ISBN 978-3-462-05245-9.
- Mit Wolfgang Schorlau: Die Tintenfischer. Commissario Morello ermittelt in Venedig. Kiepenheuer & Witsch, 2021, ISBN 978-3-462-00101-3.